# Hundekamp
Hundekamp er et arrangement mellem kamphunde, der bliver sat til at slås mod hinanden, nogle gange med døden til følge. Hundekampe er ulovlige i Danmark, samt i de fleste øvrige lande.[kilde mangler]
Dyrenes beskyttelse pointerer, at hundekampe er regulære dyremishandling, hvor dyrene tydeligt lider.

## Hunderacer
Der bruges forskellige hunderacer til hundekampe, fx hundercen Pitbull Terrier.[kilde mangler]

## Strafbart
Personer som ejer eller besidder eller har ladet en hund deltage i en hundekamp, og personer, som har afholdt hundekampe, straffes med bøde eller fængsel i indtil 1 år, jf. lov om hunde § 12, stk. 3.
Det er ikke kun den, der afholder eller lader sin hund deltage i en hundekamp, der kan straffes, men ligeledes den person, som har deltaget i planlægningen af en hundekamp, jævnfør hundeloven.